# Joey Tribbiani
Joseph Francis "Joey" Tribbiani Jr. è un personaggio della sitcom statunitense Friends (1994-2004), e protagonista dello spin-off Joey (2004-2006). È interpretato da Matt LeBlanc.

## Biografia del personaggio
Joey proviene da una famiglia italoamericana di otto figli, di cui Joey è l'unico maschio. Le sette sorelle sono Gina, Tina, Dina, Mary Angela, Mary Teresa, Veronica e Cookie. Inizialmente vive nell'appartamento con Chandler, in seguito prenderà un appartamento tutto per sé, per poi tornare, sentendo entrambi la mancanza dell'amico. Joey è un attore, inizialmente con scarsa fortuna, per poi avere via via successo, in ambito televisivo. Il suo ruolo più importante è stato quello del Dr. Drake Ramoray nella soap opera I giorni della nostra vita, che gli diede una certa notorietà, fino a quando il suo personaggio non fu fatto uscire di scena (cadendo dalla tromba di un ascensore guasto), ma successivamente riebbe la parte.
Joey ha anche interpretato ruoli minori in film di serie B, o in rappresentazioni teatrali (ad inizio carriera), ma anche ruoli in film di maggiore spessore oppure come conduttore di quiz televisivi. Ha anche lavorato in Law & Order, ma la sua scena è stata tagliata durante il montaggio, riuscendo così ad apparire come cadavere, per giunta nascosto dal telo. Tra le altre cose, ha fatto una comparsa in un film pornografico, anche se non in scene di sesso; ha inoltre recitato in una pubblicità giapponese per un rossetto maschile, e ha fatto un provino per essere la controfigura di Al Pacino in una scena di nudo, senza però riuscire a ottenere la parte.
Il personaggio di Joey è conosciuto per la sua semplicità, per il non riuscire ad ammettere di non essere un grande attore, per un appetito assolutamente fuori dal normale (con una particolare preferenza per panini e pizze) e per la sua intensa attività sessuale, conseguenza dell'inspiegabile successo con le donne (che conquista con la ormai gergale battuta «how you doin'?», tradotto in «come ti va?»). Non è raro infatti vedere nell'appartamento di Chandler e Joey ogni mattina una donna diversa, di cui il più delle volte Joey non ricorda neppure il nome. Curiosamente Joey è l'unico personaggio a non avere mai avuto una relazione seria nel corso degli episodi, se non si tiene conto di un breve flirt con Rachel. Nonostante sia marcatamente il personaggio meno acuto e acculturato della serie, dimostra spesso una decisa competenza pratica nelle situazioni di vita comune, a differenza soprattutto di Chandler e Ross.
Il migliore amico di Joey è Chandler, e una delle gag ricorrenti di Friends sono i loro litigi, che assomigliano molto a quelli di una coppia sposata da anni. Joey è anche molto amico di Ross, ed in generale è molto legato a tutti. Ha un rapporto speciale soprattutto con Phoebe, con la quale sembra essere particolarmente in sintonia, quanto a stranezza e semplicità. Dopo la fine di Friends, Joey Tribbiani lascia New York e raggiunge sua sorella Gina a Los Angeles per proseguire la sua carriera di attore ad Hollywood, nella nuova sitcom Joey.